# Chalcidoptera argyrophoralis
Chalcidoptera argyrophoralis là một loài bướm đêm trong họ Crambidae.